# Andreína Pinto
Andreína del Valle Pinto Pérez (Maracay, 10 settembre 1991) è un'ex nuotatrice venezuelana.

## Biografia
Andreína Pinto, dopo aver debuttato in ambito regionale nel 2006 conquistando alcune medaglie, esordisce a livello mondiale a soli 16 anni quando si classifica ai Giochi olimpici di Pechino 2008. Nel quadriennio che l'ha separata dalla partecipazione a Londra 2012, dove si è classificata nella finale degli 800 metri stile libero, prima sudamericana a conquistare questa finale dal 1968; Pinto ha riscontrato un notevole successo: nel 2010 sia ai Giochi CAC a Porto Rico che ai Giochi sudamericani in Colombia, e nel 2011 ai Giochi panamericani in Messico. Successi regionali che ripeterà nelle edizioni successive del 2014-2015 prima di partecipare alla sua terza Olimpiade consecutiva a Rio de Janeiro 2016.

## Palmarès
- Giochi panamericani

Guadalajara 2011: argento nei 400m sl, bronzo nei 200m sl e negli 800m sl.
- Giochi sudamericani

Medellin 2010: oro negli 800m sl, nella 5 km e nella 10 km , argento nei 1500m sl e nei 200m farfalla, bronzo nei 100m dorso e nella 4x200m sl.
- Mondiali giovanili

Monterrey 2008: bronzo negli 800m sl e nei 1500m sl.